# Orchestral Manoeuvres in the Dark (album)
Pour les articles homonymes, voir Orchestral Manoeuvres in the Dark.
Albums de Orchestral Manoeuvres in the Dark
Organisation
(1980)
Orchestral Manoeuvres in the Dark est le premier album studio du groupe Orchestral Manoeuvres in the Dark. La pochette fut conçue par Peter Saville.

## Liste des pistes
1. Bunker Soldiers – 2:53
2. Almost – 3:44
3. Mystereality – 2:45
4. Electricity – 3:39
5. The Messerschmitt Twins – 5:41
6. Messages – 4:12
7. Julia's Song – 4:41
8. Red Frame/White Light – 3:11
9. Dancing – 2:58
10. Pretending To See The Future – 3:47